# Stanislas Jasinski
Pour les articles homonymes, voir Jasinski.
Stanislas Jasinski (dit Sta Jasinski) est un architecte moderniste belge né le 18 septembre 1901 et décédé le 30 janvier 1978. Il est le frère du décorateur Stéphane Jasinski.

## Biographie

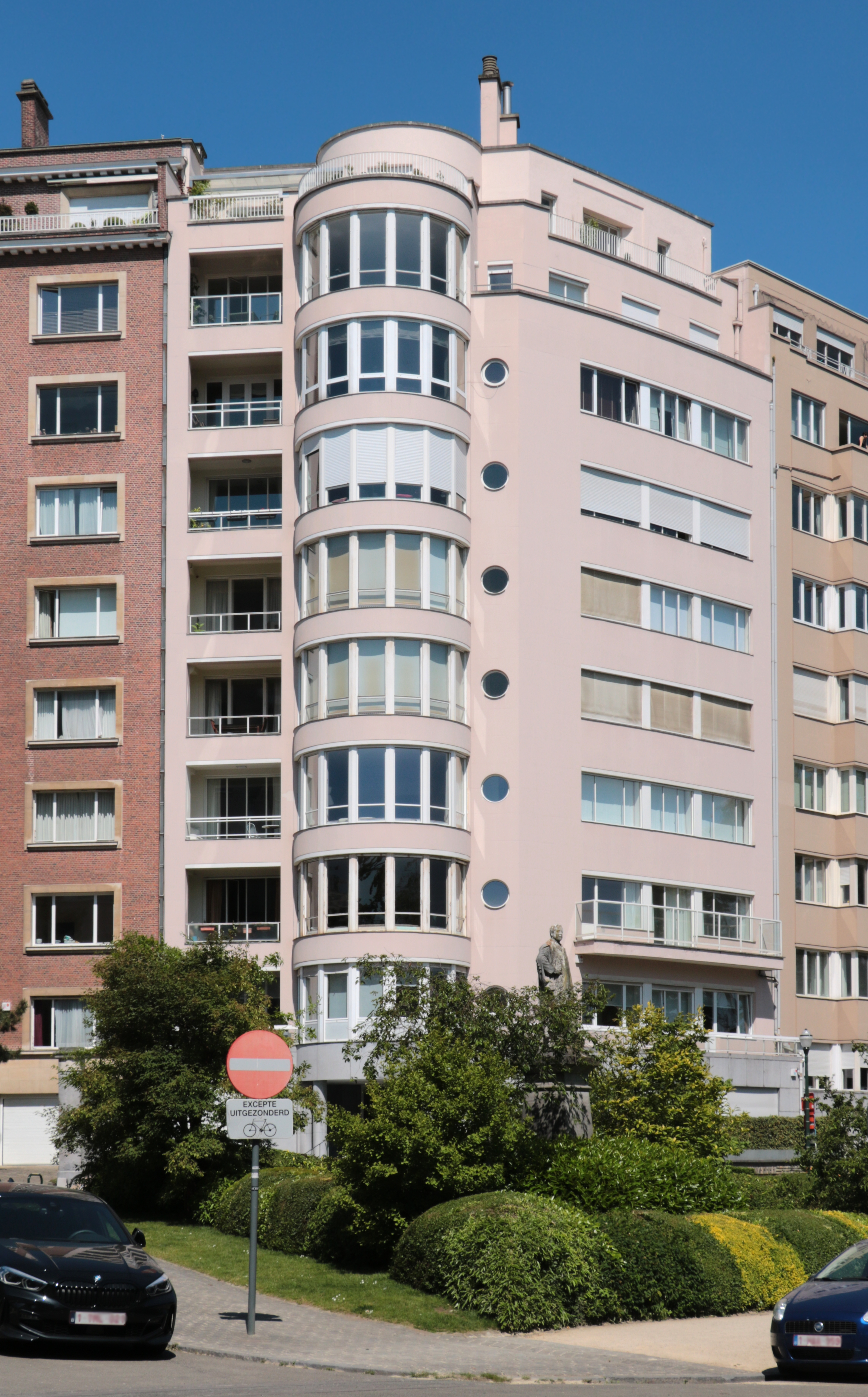
Résidence Belle-Vue (1935-1938).

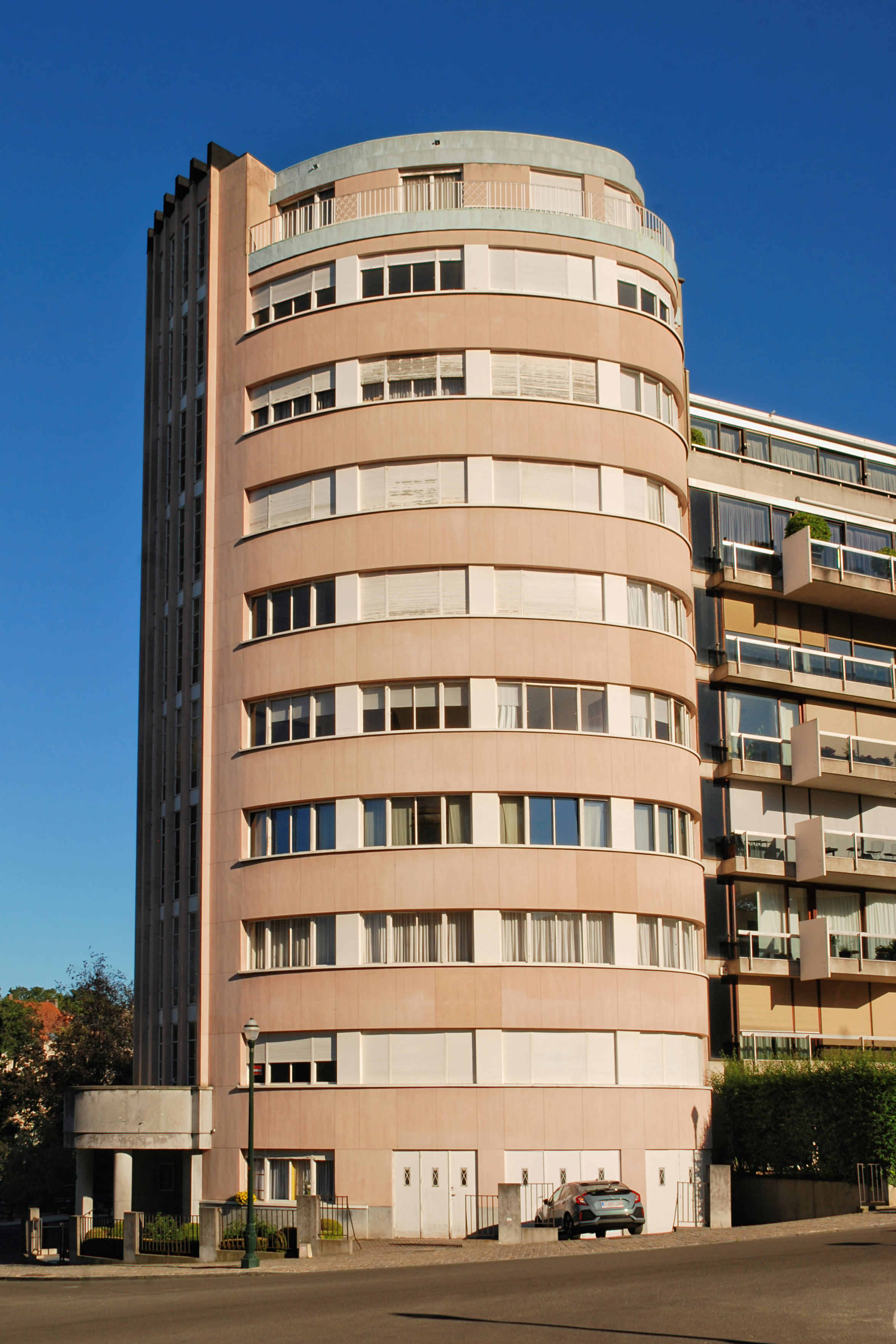
Le Tonneau (1938-1940).

Stanislas Jasinski est né à Ixelles. Son père, Thomas Jasinski, est d'origine polonaise et a obtenu la grande naturalisation[Quoi ?]. Il était lui-même un grand architecte : il est l'auteur notamment de la demeure Firwood (détruite en 2007) du Prince d'Orange qui se situe à la lisière de la Forêt de Soignes et de la Chaussée de Waterloo. Sa mère, Amandine de Mazière, est une cantatrice connue. Le décès de ses parents survient en 1911 et son tuteur sera le peintre Alfred Bastien. Par la force des événements, Stanislas Jasinski est devenu un autodidacte. C'est en 1918 qu'il prit nettement conscience de sa vocation architecturale. Le stage était en principe obligatoire mais grâce à la maîtrise de ses dessins, il fut admis dans les ateliers de Victor Horta, où il prit une part active aux études d'extension de l'hôpital Brugmann. En 1919, il part dans les régions dévastées du Nord de la France, où d'emblée il se voit confronté à de nouvelles et dures réalités d'ordre pratique. Le récent conflit mondial a provoqué des destructions massives. Les champs de bataille, les villes détruites et leurs ruines constituent une matière de « leçon d'anatomie » ce qui sera très précieux pour un jeune constructeur attentif. Revenu en Belgique en 1922, il rencontre l'urbaniste Louis Van der Swaelmen qui l'engage à aller en Hollande où d'importants travaux ont été exécutés durant la période 1914-1918. De 1923 à 1924, Jasinski travaille à Paris chez l'architecte J.Mauge. Entre-temps, il rend visite à l'architecte Robert Mallet Stevens, rencontre les frères Perret, et à diverses reprises, le Corbusier. Celui-ci aura sur la carrière du jeune architecte une influence déterminante. En 1923, les frères Bourgeois et Pierre-Louis Flouquet fondent un hebdomadaire de combat : le journal « 7 Arts » qui constituait à cette époque un catalyseur de rassemblement au sein du comité de rédaction. Les artistes jeunes et enthousiastes sont entièrement voués aux principes d'une synthèse des arts plastiques et lyriques. Stanislas Jasinski épouse en 1924 Marcelle Lacroix, peintre cartonnière et cofondatrice du groupe 7 Arts
En 1927, Henry Van de Velde s'adjoint la collaboration de Jasinski pour différents projets dont la Maison Cohen avenue Franklin Roosevelt. Ayant terminé entre-temps la construction de plusieurs immeubles à usage privé, il se voit confier, à la suite d'un concours, la construction de l'aéroport d'Anvers-Deurne dont l'achèvement coïncide avec l'Exposition Internationale d'Anvers en 1930.
En 1931, il visite la Russie soviétique. Il étudie sur place les réalisations architecturales dues au nouveau régime. En 1933, il participe au concours pour la construction de l' institut Jules Bordet et Paul Héger. Son projet est retenu pour son exécution et sera réalisé en collaboration avec Gaston Brunfaut. Durant l'été 1935, il visite la cité de New York et ses hôpitaux, pour y confronter les diverses réalisations. Très impressionné par la visite des grands chantiers de construction, il constate et apprécie sur place les résultats surprenants d'une technique hautement évoluée et normalisée. Il revient en Europe profondément convaincu de la nécessité urgente d'une réforme technique dans un domaine où l'Europe marque le pas.
Aux immeubles à usage d'habitation qu'il réalise de 1935 à 1939, Jasinski s'efforce d'appliquer le principe d'une modulation dont les résultats lui paraissent probants quant à l'amélioration du produit fini. Modulation, industrialisation, tel est désormais le vocable auquel aura recours le technicien, soucieux de perfectionnements, dans un domaine où les méthodes d'exécution lui paraissaient alors onéreuses et surannées.
Réduit à une activité forcée durant la période de guerre 40-45, il reprend ses études de peinture et de dessin (qu'il n'avait jamais vraiment abandonnées). Dès l'après-guerre, vers 1948, il se concentre sur ce qu'il tient pour le problème clé en matière d'architecture: l'urbanisme.
La rue bruyante, malsaine et généralement mal orientée en tant qu'organe urbain lui paraît condamnée. Fidèle à l'enseignement du Corbusier, il nourrit le souci d'implanter ses immeubles en pleine végétation. Du fait même de la libération du plan, l'orientation Sud-Est, Nord-Est, la meilleure sous les latitudes belges, est celle qu'il recherche désormais. Les garages sont en sous-sol et recouverts de gazon, donc invisibles et insonores.
De ces études et de ces préoccupations, les lotissements du Vert Chasseur, offrent un exemple des plus caractéristiques.
En 1960, il fut appelé auprès de l'administration de la R.T.B/B.R.T afin de participer, avec un groupe d'autres architectes, aux installations actuellement érigées à l'emplacement de l'ancien tir national.
De 1962 à 1968, il réalise deux importants complexes d'immeubles à appartements à Uccle, la Résidence Eden Green et le Vert Chasseur, remarquables par leur harmonisation avec la nature environnante.
Durant la dernière décennie de sa carrière, il synthétise sa pensée en matière d'urbanisme dans une série d'écrits inédits où il tente de dégager des solutions nouvelles.

## Réalisations modernistes
- 1928 : Maison Cohen, avenue Franklin Roosevelt, 60 - Bruxelles (avec Henry Van de Velde)[7],[8]
- 1929 : Maison, boulevard des Invalides, 263 - Auderghem
- 1930 : Aérogare, aéroport de Deurne - Anvers
- 1930 : Aérogare de Liège-Ans
- 1931 : Maison de Mr et Mme Cohen, avenue de Boetendael, 124 - Uccle
- 1934-39 : Ancienne clinique Paul Héger, rue Héger-Bordet, 1-3 - Bruxelles
- 1935-1938 : Immeuble à appartements "Résidence Belle-Vue", avenue du Général de Gaulle, 50 - Ixelles[9],[10]
- 1935 : Immeuble à appartements, avenue des Scarabées, 4 - Bruxelles
- 1935 : Immeuble à appartements, avenue Montjoie, 127 - Uccle  (avec Jacques Obozinski)
- 1936-37 : Immeuble à appartements "Résidence Belvédère", avenue Louise, 453 - Bruxelles
- 1937 :  Villa de Mr et Mme M.C à l'Espinette - Rhode-Saint-Genèse
- 1937-39 : Immeuble à appartements "Le Tonneau", avenue du Général de Gaulle, 51 - Ixelles (avec Jean-Florian Collin)[11]
- 1938 : Immeuble à appartements "L'Orée", avenue de l'Orée, 17 - Bruxelles
- 1938 : Maison, Avenue Franklin Roosevelt, 124 - Bruxelles
- 1948 : Villa pour le ministre Vermeylen - Rhode-Saint-Genèse
- 1949 : Immeuble à appartements "Arrezzo", avenue Molière, 489 - Ixelles
- 1950 : Immeuble à appartements pour M. Gilleman, avenue de l'École moyenne -  Renaix
- 1953 : Immeuble à appartements "Bella Vista", avenue de Messidor, 80 - Uccle
- 1953-55 : Immeuble à appartements "Résidence le Forestier", rue Kindermans, 1 - Ixelles
- 1954 : Immeuble à appartements pour la Soc. Comintin & Consorts, avenue de Messidor - Uccle
- 1955 : Immeuble à appartements "résidence Green Dale", avenue Brugmann, 499 - Uccle
- 1955 : Villa de Stéphane Jasinski - Uccle
- 1956 : Immeuble à appartements "Résidence du Roi", rue de la Vallée, 57 - Ixelles
- 1956-61 : Immeuble à appartements "Résidence Le Grand Large", avenue Winston Churchill, 50 - Uccle
- 1957 : Immeuble à appartements "Résidence Prima Vera", avenue de Tervuren, 240 - Woluwé Saint- Pierre
- 1958 : Immeuble de bureaux de la S. A. Pont Brulé, boulevard du Régent, 30 - Bruxelles
- 1960 : Complexe d' immeuble à appartements "La Chênaie", "La Châtaigneraie", "La Hêtraie", avenue Ptolémée, 16 - Uccle
- 1961 : Villa pour Mme Jasinski "Les Roches de Rigeon" - Han sur Lesse
- 1968 : Immeuble à appartements "Eden Green", avenue du Vert Chasseur - Uccle
- 1969 : Immeuble, rue Général Lotz, 68-70 - Uccle
- 1970 : Villa pour Mr Letellier-Rotthier, chaussée de Waterloo/ avenue Jonet - Rhode-Saint-Genèse

Sta Jasinski élabora également en 1932 un « projet de mise en valeur de Bruxelles-Centre » manifestement inspiré du Plan Voisin de Le Corbusier présentant trois énormes immeubles cruciformes le long du boulevard Anspach, au sud du Palais de la Bourse de Bruxelles.

## Ses écrits
- A propos de critiques : il faut organiser la critique architectural, « 7 Arts », Bxl., N°4, 1er novembre 1923
- A propos de critiques : analyses et suggestions architecturales, « 7 Arts », Bxl., N°6, 15 novembre 1923
- Projet de Thermes, « La Cité », Bxl., Décembre 1923
- Un problème d'architecture : hôtel relais automobile G.Guévrékian, « 7 Arts », Bxl., N°24, 20 mars 1924
- Economie, « 7 Arts », Bxl., N°7-8, 18 et 25 décembre 1924
- A propos de la jonction, « 7 Arts », Bxl., N°23, 9 avril 1925
- Définition d'un problème d'architecture. La recherche d'un standard, La cité moderne, « 7 Arts », Bxl., N°1, 18 octobre 1925
- Architecture et Art Majeur, « La Nervie », N°6 & 7, 1925
- Delenda Carthago !, « L'Ouest », 1940
- Crise et Construction, « L'Ouest », N°7, 1940
- La normalisation dans ses rapports avec le bâtiment, « Reconstruction », N°2, 1944
- Interview de S.Jasinski, « Echo de la Bourse », N°9, Janvier 1947
- De l'acte constructif en tant que fonction, « Echo de la Bourse », N°56, Mars 1947
- La civilisation de l'appartement, interview, « Le Phare », 22 février 1953
- Productivité en matière de construction, « Productivité », N°5, Mai 1954
- Architecture d'aujourd'hui… et de demain. Essai de situation, « Habitat & Habitation », N°9, Septembre 1955
- Produire, User, Rebâtir, « Habitat & Habitation », N°10-11, Octobre-Novembre 1955
- Importance et nécessité des espaces verts, « Combat », Juin 1956
- Mémoire condensé sur la situation de l'Industrie, « Architecture », 1958 & 1959
- La Résidence « Le Grand Large, « La Maison », Bxl., N°1, Janvier 1959
- Bientôt l'espace sera le dernier luxe, « La Maison », Bxl., Janvier 1959
- Le logement en appartement et son avenir, interview par P.L Flouquet, « Le Phare Dimanche », Novembre 1959
- A propos du projet de Loi sur l'urbanisme, « Architecture 60 », N°36, 1960
- Responsabilité de l'architecte, « Architecture 60 », Bxl., N°33, 1960
- Pour un urbanisme souterrain, « Architecture 61 », Bxl., 1961
- Architecture européenne, « Architecture 63 », Mars-Avril 1963
- A propos d'un sauvetage de l'architecture, « Les Beaux-Arts », Bxl., N°1935, Décembre 1963
- La résidence « Grande Clarté », « La Maison », N°4, Avril 1964
- Intégration des arts, « Les Beaux-Arts », N°1070, Janvier 1965
- Le Corbusier est entré en survivance, « La Maison », Bxl., Octobre 1965
- Phénoménologie du gratte-ciel, « Le Phare », Août 1965
- Pour rendre la ville plus rationnelle et plus humaine, « Le Phare Dimanche », Anvers, Août 1965
- Encore l'intégration des arts, « La Maison », Bxl., Janvier 1967
- Les 3 parts et leur pratique dans l'aménagement de la cité, « La Maison », Bxl., Septembre 1967
- Problèmes d'urbanisme. Quelques criantes et graves anomalies, « Le Phare Dimanche », Anvers, 16 juin 1968
- Urbanisme et Contestation, « Revue Générale », N°10 décembre 1969
- A propos d'un concours d'architecture, « Le Phare Dimanche », Anvers, 19 janvier 1969
- Intérieur, « Construction », N°13, Mars 1971
- L'Urbanisme dans les grands centres urbains, Ville, Organe vivant, « Moniteur de la Construction », N°1289, Mars 1971
- Où va l'architecture ? Pollution de la laideur, « Revue Générale », N°6-7, 1974
- Le Corbusier et la Charte d'Athènes, « Espace », Bxl., N°1, 1975
- Pollution et rénovation urbaine, « Impact », Bxl., N°99, Octobre 1976
- L'urbanisme et les enquêtes publiques, « Jalons et Actualités pour les Arts », Bxl., N°34, Mai 1977
- Un architecte en visite au Centre Pompidou, « Revue Générale », Bxl., N°8-9, 8 septembre 1977

## Ses conférences
- Commentaires par Jasinski et le Corbusier de deux films sur l'architecture de P.Chenal et W.Basse, Palais des Beaux-Arts (Le Club de l'écran), Bxl., 27 juin 1933
- Le Corbusier, 15 novembre 1933
- L'influence et le rôle de la femme dans l'architecture d'aujourd'hui. Cercle Travail et Solidarité. Union Colonial, Bruxelles, 27 février 1934
- Réflexions après un voyage en U.R.S.S, Société pour les relations culturelles entre la Belgique et l'U.R.S.S, 1934
- Intervention au Congrès de l'habitation, Bruxelles, 23-27 avril 1952
- L'évolution du sens esthétique dans ses rapports avec le domaine de l'économie, aux Journées d'études organisées par l'Office provincial de Namur, 20 juin 1957
- L'influence des techniques nouvelles sur l'architecture, intervention au 21e Congrès National de la Fédération royale des Soc. D'Arch. De Belg., Liège, Palais des Congrès, 29 septembre 1958
- Les voiles prétendus, au 21e Congrès nat. De la Féd. Royale des Soc. D'arch. De Belg. (bulletin du congrès, septembre 1958)
- Comment serons-nous logés dans 20 ans ? Au centre belge du Bâtiment, Bruxelles, 18 septembre 1958
- Propos sur l'architecture moderne, 7 mars 1962 (« Architecture 62 », N°67, 1962)
- L'avenir de l'architecture, à l'association royale des architectes de la province de Namur, 19 juin 1965
- Hommage à P.L. Flouquet pour son 65eme anniversaire (« La Maison », Mars 1965)
- Pourquoi faut-il être de son temps ? au Rotary Club de Zeebrugge, Bxl, 27 novembre 1967
- La femme choisit-elle son logement ? à l'Union des Femmes Belges, 1er février 1968
- Économie et Technique de la construction des rapports avec la tradition et l'industrialisation, à la société National du Logement, Namur, 16 mars 1970
- L'architecte L. Stynen, à l'occasion de la remise de la médaille d'or (« SCAB », N°9-10-11, 28 novembre 1976)
- Interview de Sta. Jasinski par Christian Bussy, émission « Art-Hebdo », R.T.B. , 28 novembre 1976